# Pervomàiskoie (Mikhàilovski)
Pervomàiskoie — Первомайское (rus) —és un poble del krai de Primórie, a l'Extrem Orient de Rússia, que en el cens del 2010 tenia 1.640 habitants. Es troba al districte rural de Mikhàilovski.